# Empoasca lida
Empoasca lida är en insektsart som beskrevs av Irena Dworakowska 1977. Empoasca lida ingår i släktet Empoasca och familjen dvärgstritar.
Artens utbredningsområde är Nigeria. Inga underarter finns listade i Catalogue of Life.